# Жовківський замок
За́мок у Жо́вкві (Жо́вківський за́мок) — пам'ятка архітектури епохи ренесансу в місті Жовква Львівської області. Розташований у центрі міста, на площі Вічевій, 2. Внесений до Державного реєстру національного культурного надбання України під № 1928 (385/0).. З жовтня 2020 року — музейний підрозділ Львівська національна галерея мистецтв імені Бориса Возницького.
Побудували замок на замовлення Станіслава Жолкевського в 1594–1606 роках як оборонну споруду у стилі ренесансу. Замок витримував облоги, хоча кілька разів його здобували козаки. Наприкінці XVII століття був улюбленою резиденцією польського короля Яна III Собеського, за якого пережив період найбільшого розквіту. Сучасного вигляду замок набув внаслідок багатьох перебудов та недбалого ставлення протягом XIX–XX століть. Нині замок реконструюють, проте для огляду відкрита лише його частина — внутрішнє подвір'я та музей.
Культурний стиль Східно Європейський.

## План замку

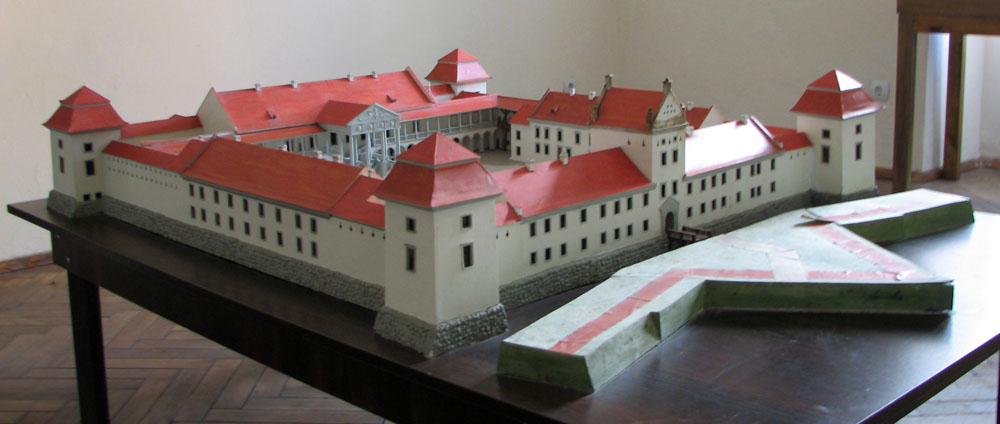
Макет-реконструкція давнього вигляду замку

Замок побудований з цегли і каменю. Чотирикутний у плані із вежами на кутах, оточений ровом із водою не тільки зовні, а й з боку міста, замок був добре захищений від ворожих нападів. Проте сучасний вигляд не відповідає давньому — «бракує» колон, арок, вишуканих скульптур, рову, що доходив у ширині до 17 метрів, та й сам замок просів у землю на 6–7 метрів.
По осі північно-східного корпусу розташовується в'їзна брама з надбрамною вежею. Брама оздоблена різьбленим білокам'яним порталом у стилі маньєризму. Північна, східна і південна наріжні вежі замку — неправильної п'ятикутної форми, триярусні, вкриті шатровими дахами. Західна вежа — в зруйнованому стані. Віконні прорізи корпусів та південно-східної вежі мають обрамлення з різьбленого білого каменю. На замкових галереях та надбрамній вежі збереглись бійниці, прорізи яких в більшості закладені.
Південно-західний замковий корпус (палац) — репрезентативний. Він — двоярусний з підвалами. У плануванні цього корпусу використано дворядну систему анфілад. Тут розміщувались приватні покої власника, скарбниця, кабінети та парадні зали для офіційних прийомів. До них, на другий поверх, вели парадні сходи. Також до покоїв власника примикала каплиця, зведена 1640 року.
На внутрішньому південно-західному корпусі замку були статуї перших чотирьох власників Жовкви: Жолкевських, Даниловичів, Собеських, Радзивілів. Також було споруджено двоярусну відкриту галерею з аркадами, у першому ярусі використано колони тосканського ордеру, у другому — іонічного.
У подвір'ї зберігся будинок, у якому жили власники міста. Фронтальне крило служило арсеналом, конюшнею та житлом для солдат і прислуги. При конюшні був каретний двір, а при арсеналі — кузня. Східне крило було житлом для численних гостей замку. В західному містились замкові кухні, пекарні, комори. Перед цим крилом був дубовий водогін, з якого в корито витікала джерельна вода.
Одразу коло замку протікає річка Свиня.

## Історія

### За Жолкевських
Замок закладений засновником Жовкви, польським військовим і головнокомандувачем Станіславом Жолкевським у 1594 році на високому плоскому підвищенні берега річки Свині. Будувався до 1606 року архітектором Павлом Щасливим. Також відомо, що на запрошення Жолкевського тут працювали такі відомі архітектори як Амвросій Прихильний, Павло Римлянин, Петер Бебер.
Про початки замку та Жовкви Станіслав Жолкевський писав у листі до дружини:
| «Наступають щоразу страхітливіші небезпеки. Це і спонукало мене, насамперед, збудувати свій замок і закласти містечко…». |
На думку історика Садока Баронча, яку підтримує офіційна польська історіографія, татарське нашестя 1594 року врешті-решт спонукало Жолкевського до активних дій:
| «…для безпеки своїх підданих гетьман постановив певне місце уфортифікувати, щоб усі могли схоронитись у часи тривог. … Станіслав Жолкевський розпочав будувати над озером оборонний замок, а навпроти замку — костел у волоському стилі».[2] |
Для замку Станіслав Жолкевський вибрав найбільш захищену територію, підхід до якої з південного сходу, південного заходу і північного заходу закритий озером з болотистими берегами. Вразливий північно-східний бік замку захистили новоствореним середмістям. На випадок можливої загрози з боку середмістя цей бік також укріпили широкою заводненою фосою (ровом) і земляними фортифікаціями. На них (біля замкової брами) стояли мортири (короткі гармати), хоча вони і створювали загрозу для міста, оскільки ринкова площа і прилегла до неї забудова повністю прострілювалися із замкових укріплень. Розміщення артилерії жерлами у бік міста не тільки захищало від ворога, який увірвався в місто, а й забезпечувало контроль над мешканцями у разі заворушень.
За переказами, навколо замку знаходився сад дружини Жолкевського. Сад був неймовірної краси, але до нашого часу він не зберігся. У 1606 році за замком Жолкевський створив звіринець, де розводили зубрів, оленів, сарн та інших тварин. Але проіснував він тільки до кінця XVII століття. Цей звіринець дав назву одній із міських брам — «Звіринецька».
В 1610 році Жолкевський поїхав з замку на Москву, а згодом, повернувшись наступного року як переможець, написав твір «Початок і прогрес Московської війни». Після смерті у 1620 році Станіслава Жолкевського замок, як і вся Жовква, переходить його дружині Регіні. Наступною власницею замку, у 1624 році, стає старша донька Регіни та Станіслава — Софія. Далі замок та місто перейшли доньці Софії — Теофілі, матері Яна III Собеського.
У 1648 році замок і міські укріплення Жовкви пережили пасивну короткочасну облогу об'єднаного козацько-татарського війська під керівництвом Богдана Хмельницького. Проте штурму не було — взявши великий викуп, військо рушило на Замостя, не завдавши Жовкві шкоди. Проте, 26 вересня 1655 року козацькі загони після короткочасного штурму таки зайняли і пограбували місто.

### Королівська резиденція Яна III Собеського
У кінці XVII століття замок стає резиденцією Яна III Собеського, що зумовило оновлення оздоблень та збагачення будівлі (у 1678 році почалася ґрунтовна реставрація споруди — архітектори Петер Бебер і Августин Лоцці). Шатрові дахи башт, які були покриті дахівкою, замінили на банеподібні, покриті позолоченою мідною бляхою. У замку збільшили габарити більшості вікон, на які встановили нові білокам'яні різьблені обрамлення. У південно-західному корпусі змінили форму шпилів, а над боковими корпусами добудували по одному ярусу.
Трофеї, привезені з походів, поповнили мистецьку колекцію, бібліотеку, зібрання зброї. Саме у цьому замку Ян III Собеський отримував привітання з нагоди перемоги над турками під Віднем.
На південному заході від замку й далі квітнув парк, котрий для королеви Марії-Казимири доглядали італійські та французькі садівники. Парк, замкнутий з трьох боків високими шпалерами, було закладено на двох терасах. На верхній облаштували чотири клумби, у кожній з яких виклали квітами герб Янина. Між ними, по центру, було споруджено восьмигранний мармуровий фонтан. Між терасами існувала поперечна алея, яка замикалась двома альтанками. На нижній терасі, відділеній від верхньої кам'яною балюстрадою, було закладено два великих квіткових партери. Поза парком (по його осі), над ставом, у напрямку до звіринцю, було влаштовано поміст на дерев'яних палях, на якому (посередині ставу) було споруджено два павільйони лазень з фонтаном між ними.
Після смерті короля його син Якуб доручив захопити замок воякам під командуванням коронного ловчого Стефана Александра Потоцького. Він успішно виконав завдання орінтовно в червні-липні 1696 року, намагався тоді переконати свого швагра — львівського старосту Адама-Миколая Сенявського — прибути до міста, стати на сторону королевича.

### XVIII–XIX століття

Вигляд палацового корпусу замку. Малюнок кінця XVIII ст.

Малюнок XVIII ст. Жовківський замок

Під час Північної війни, у грудні 1706 — квітні 1707 року у Жовківському замку розмістив свою резиденцію Петро І. Вважається, що саме тут розроблявся історичний Жовківський план перемоги над шведами. Також замок відвідував український гетьман Іван Мазепа.
Український митець Василь Петранович на замовлення королевича Константія Владислава Собеського виконав декоративні розписи інтер'єрів замку.
Останньою представницею роду Собеських, котрі володіли замком, була Марія Кароліна де Буільйон, яка перед смертю продала усе місто майбутньому Великому литовському гетьману Михайлу Казимиру Радзивіллу. У 1741–1742 роках, за дорученням нового власника твердині, італійський архітектор Антоніо Кастеллі розширив палац: продовжив двоярусну галерею з обох боків, перебудував центральний вхід та облаштував величні зовнішні сходи з восьмиколонним портиком іонічного ордеру, завершеним багато декорованим фронтоном. Портик та сходи архітектор прикрасив скульптурами литовських і коронних гетьманів.
З 1762 року, зі смертю Михайла Казимира замок починає занепадати. Ним володіли Кароль Станіслав Радзивілл, а після Першого поділу Речі Посполитої 1772 року — далекий родич Домінік Радзивілл. У 1787 році твердиню продають на аукціоні. Власником став колишній управитель Радзивіллів Адам Юзефович, пізніше — його син, які перепланували інтер'єри і почали здавати приміщення під житло в найм. В 1847 році у замку зафіксовано зміну фронтону над портиком на похилий дах, а дахове покриття з мідної бляхи замінено на ґонт. Близько 1850 року маєток отримав Артур Ґлоґовський, котрий з часом розбирає на будматеріали споруди замку — не вціліли ні парадні сходи зі статуями власників, ні каплиця, ні західна вежа. Повна картина руйнування помітна при порівнянні з інвентарним описом 1840 року.

### Новітні часи

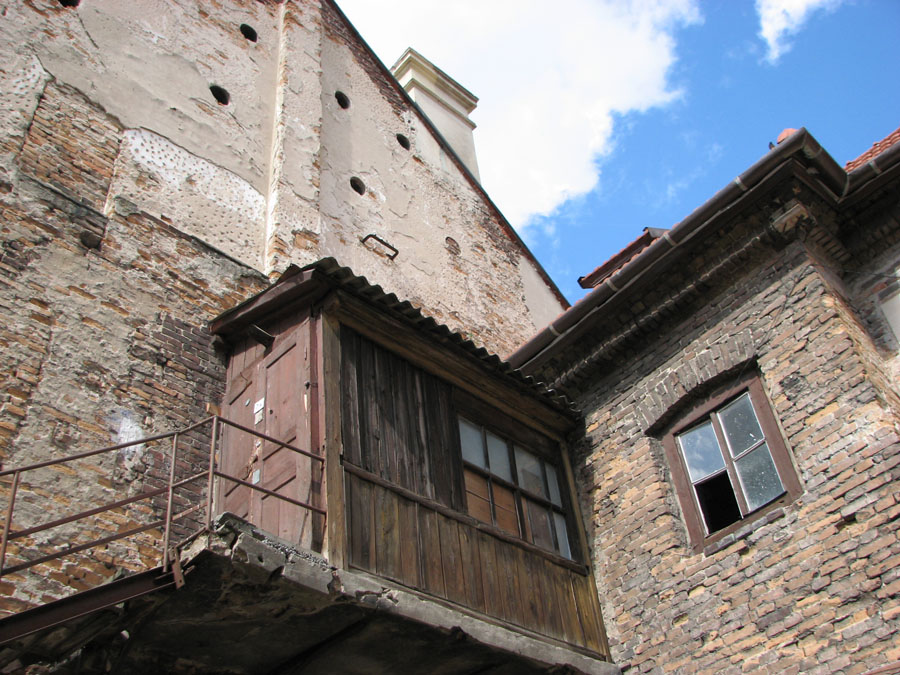
Колишня квартира «7-а». Ще на початку XXI століття у замку мешкали люди

У 1890 році фасадний північно-східний корпус викупив австрійський уряд, а три інші — міська влада. З тих пір протягом XIX–XX століть у замку розміщувалися адміністрації міста і повіту, гімназія. У 1915 році твердиня була спалена російськими військами під час відступу. У польський період проведено два етапи реставрації: перший тривав з 1928 до 1931 року, а другий розпочався в 1935 році, але не був завершений.
Роботи припинилися у 1939 році з приходом радянської влади, замок пристосували під в'язницю. В повоєнні часи частину приміщень перетворили на житлові, і там мешкали жовківчани та офіцери Радянської армії. Фактично, використання замку в житлових цілях тривало аж до початку XXI століття.

### Сучасність

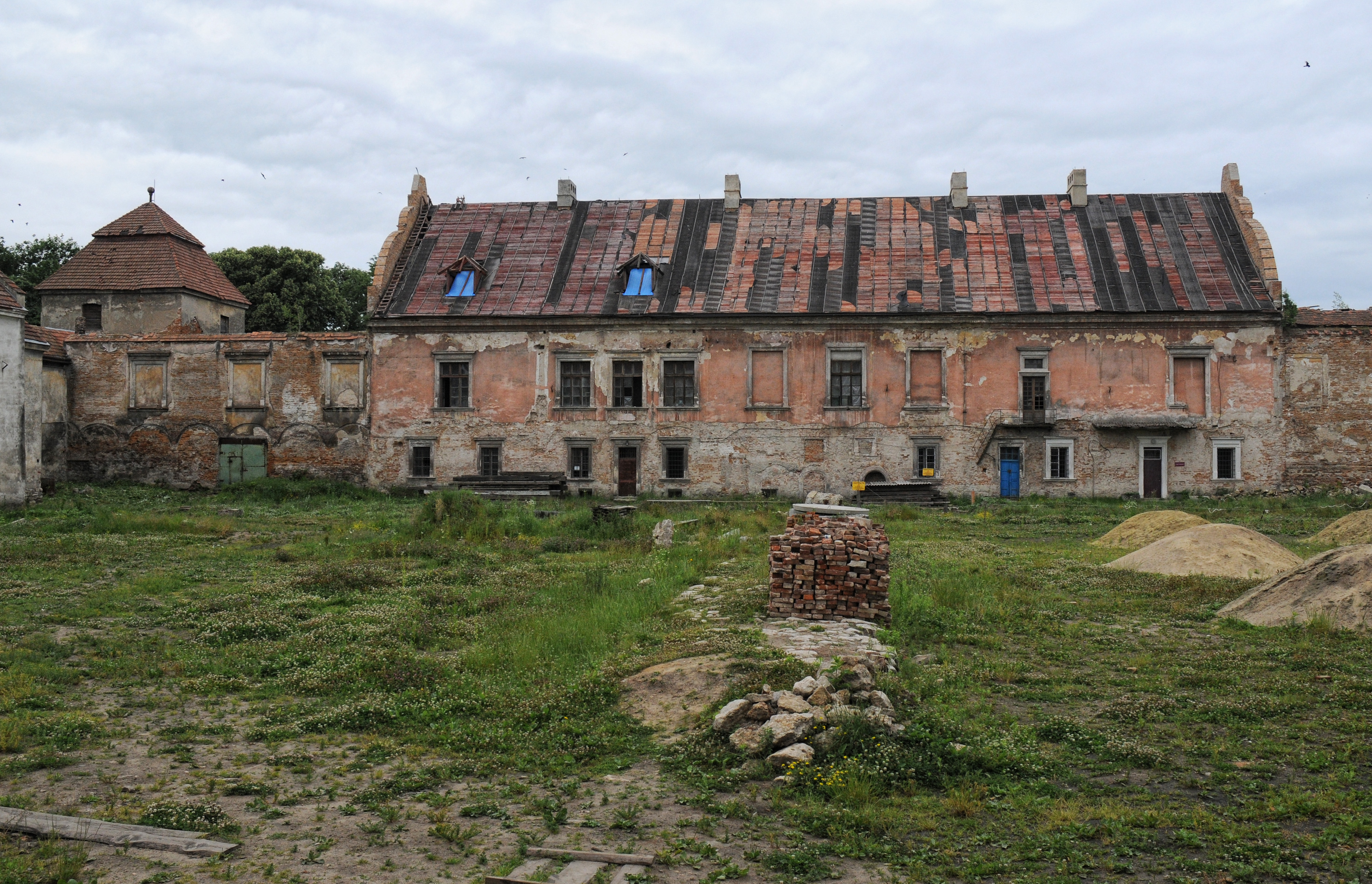
Реставрація замкового палацу та внутрішнього подвір'я (2011 р.)

На початку XXI століття замок перебував у важкому стані й потребував ґрунтовної реставрації — частково відновленим був лише головний вхід («фронтальне крило замку»). На території та у приміщеннях замку діє музей «Жовківський замок», адвокатська контора, осередки кількох політичних партій, Туристичний інформаційний центр.
У музеї «Жовківський замок», котрий підпорядковується Львівській галереї мистецтв, декілька залів віддано під стаціонарну експозицію, котра розповідає про історію міста та замку. Основна частина експозиції — давні малюнки, гравюри та фотографії, проте експонуються й зброя, предмети побуту, скульптури. Ще два зали музею експонують змінні виставки. У працівників музею також зберігаються ключі від Жовківської синагоги, тому відразу в замку можна домовитися про екскурсію в синагогу.

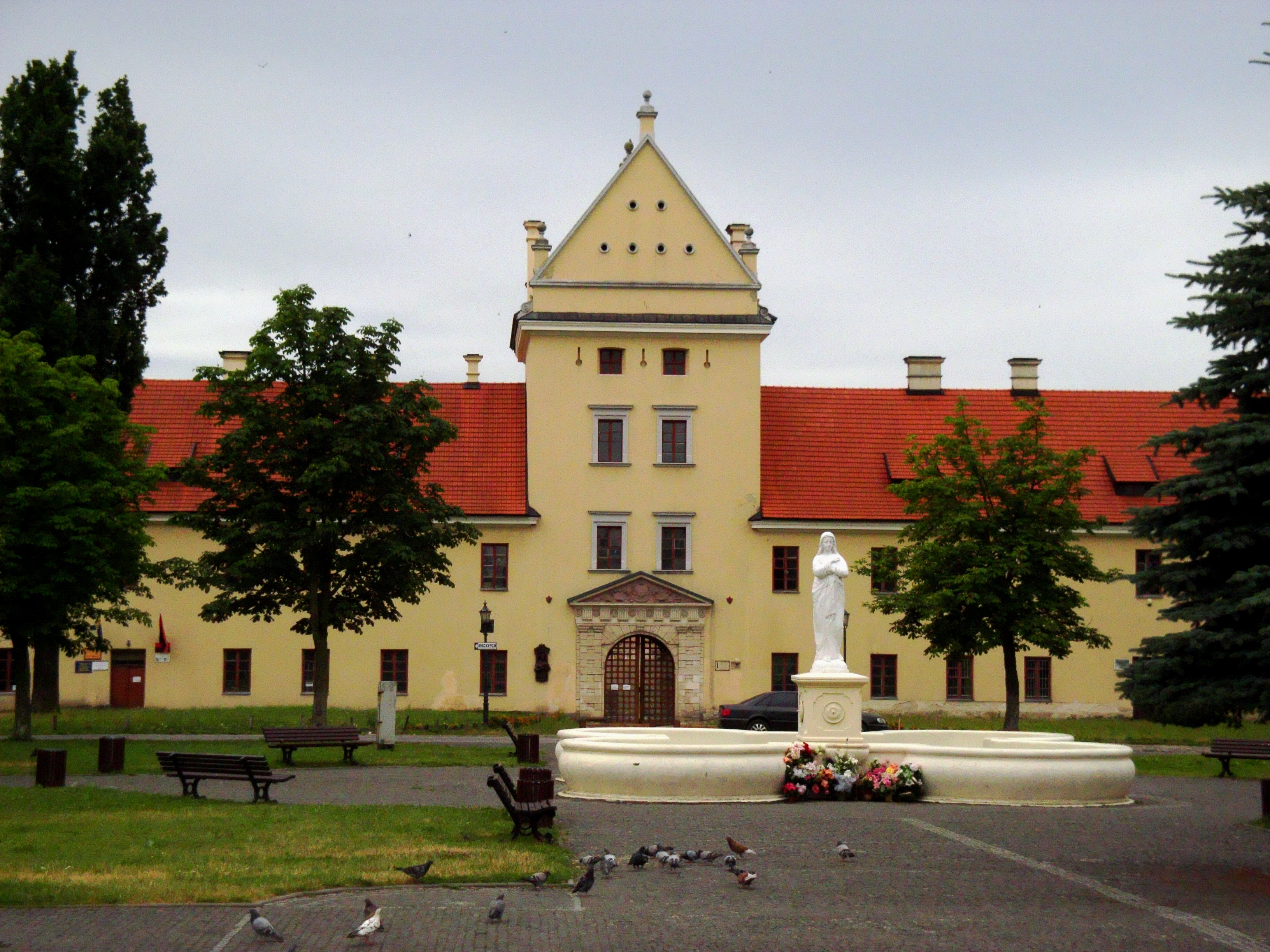
Подвір'я замку

У 2008 році розпочався проєкт із пониження подвір'я замку до історичного рівня. Того ж року також розпочалася часткова реконструкція. Проте, вона відбувалася із численними порушеннями та недбальством, через що палацова частина замку зиму 2008–2009 років пережила без даху. Це спричинило утворення численних плям та потьоків на стінах і стелі, а також гниття окремих елементів інтер'єру. Музей, що містився у палацовій частині, був змушений переїхати у східне крило. Громадськість та народні депутати вимагали від будівельників своєчасного і якісного завершення робіт, а від прокуратури — притягнення винних до відповідальності.

## Майбутнє

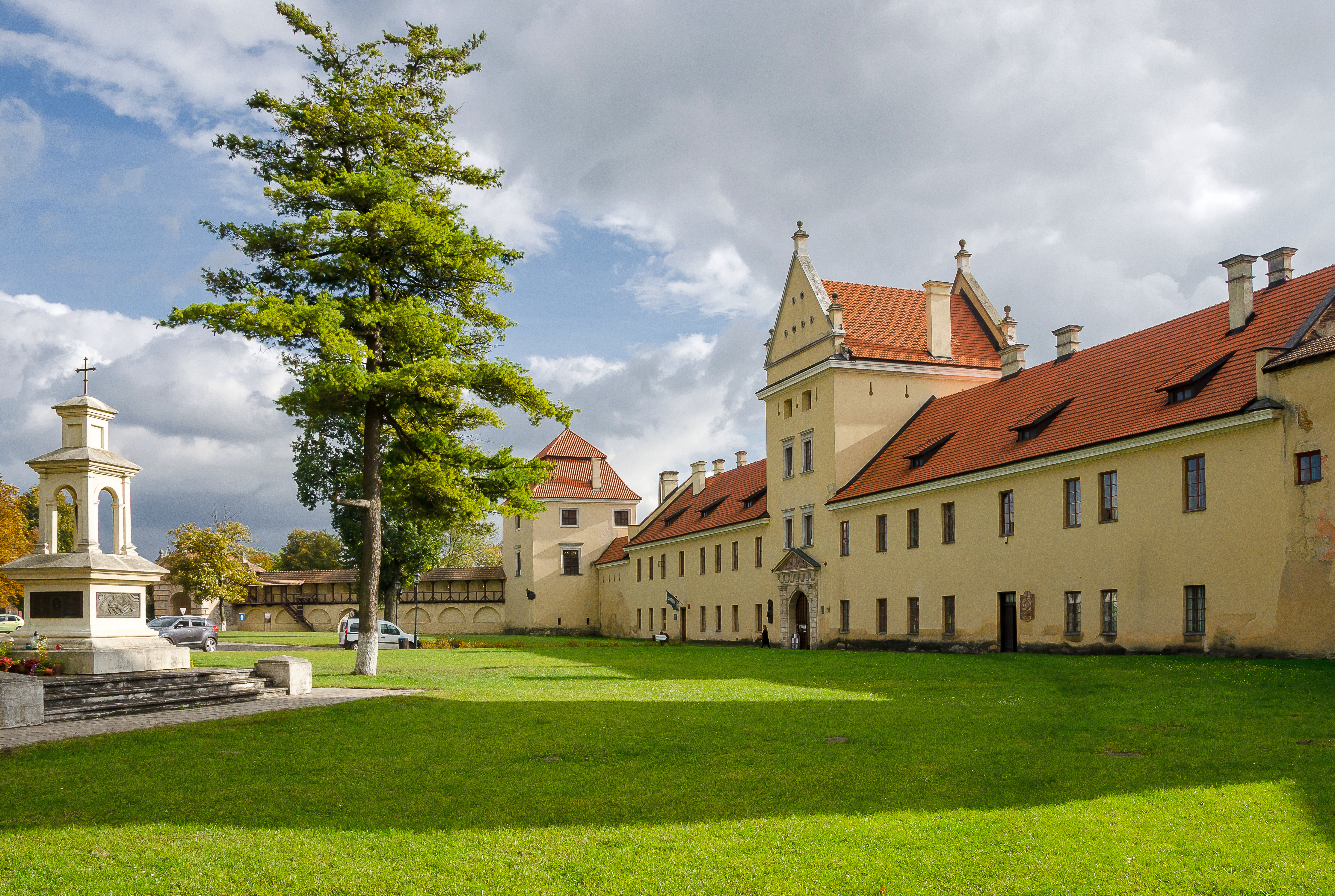

З кінця 1990-х років і до сьогодні ведуться розмови про майбутнє застосування приміщень та навколишньої території замку. Ще одну, поки невизначену, частину палацових приміщень планували віддати під історико-художній музей, відділ Львівської галереї мистецтв, а також облаштувати у замку готель, ресторан, концертні зали для камерних концертів. Точні дати реалізації згаданих проєктів невідомі.
Активний етап реставрації розпочався у 2015 році. Нарешті вкрито дахом палац, відбудовано з руїн західну вежу. Інтер'єри східної вежі відремонтовано і влаштовано в ній експозиції Державного історико-архітектурного заповідника у м. Жовква. Поки що для огляду доступно три нових зали: на першому поверсі знаходиться музей-кузня, з горном та ковальськими інструментами, на другому — гетьманська зала, присвячена пов'язаним з замком постатям, а на третьому — музей «ідеальне місто».
Відбудова замку і розширення експозицій продовжуються. Проте, на даний час роботи ще тривають, а багато приміщень залишаються порожніми та занедбаними. В далекій перспективі планується відновлення архітектурного ансамблю епохи Радзивіллів, включно з палацовими галереями.

## Легенди та перекази
- За однією з версій, свою назву річка Свиня отримала через те, що слуги гетьмана Жолкевського мили в ній однойменних тварин. Згідно з іншою легендою, річка здобула таку назву після того, як туди впав російський імператор Петро І, що перед тим випив забагато алкоголю. За третьою версією, коли річка навесні затоплювала передмістя, то мешканці казали, що вона «суне [нахабно] як свиня».
- Існує легенда, що від замкових садів на дерев'яних палях через став і болота вела алея на гору Гарай, де був збудований літній палац короля Яна III Собєського. Туди вів і підземний хід. Місцеві мешканці дотепер розповідають, що підземний коридор в пасмі Гараю розходиться на чотири сторони світу: до Львова, до Василіянського монастиря в Крехові, замку в Жовкві й потаємного виходу в лісі, по той бік гряди. За легендою, головний, львівський, коридор поступово розширюється, так, що дозволяє цілком вільно їхати ним риссю на коні, і що в коридорі є кам'яні пійла для коней. Принаймні у тому, що в підніжжі північного схилу Гараю є частково засипаний вхід до підземного коридору в формі хреста з цегляними отинькованими склепіннями і збірником джерельної води — можна переконатися і сьогодні. Неодноразово виявляли фрагменти підземних ходів і в самому місті: між костелом і замком, між костелом і монастирем отців Домініканців, до мурів міста. Їх ретельно засипали в міру виявлення, «аби чого не вийшло».[14]
- Під час свого перебування у Жовкві російський імператор Петро І захотів піднятися на вершину гори Гарай. Для цього туди від замку витесали в землі сходи й укріпили їх деревом. Місцеві жителі розповідають, що ще на початку 1970-х років XX століття їх було видно, проте, оскільки їх ніхто не доглядав, до нашого часу вони практично повністю зруйнувалися.

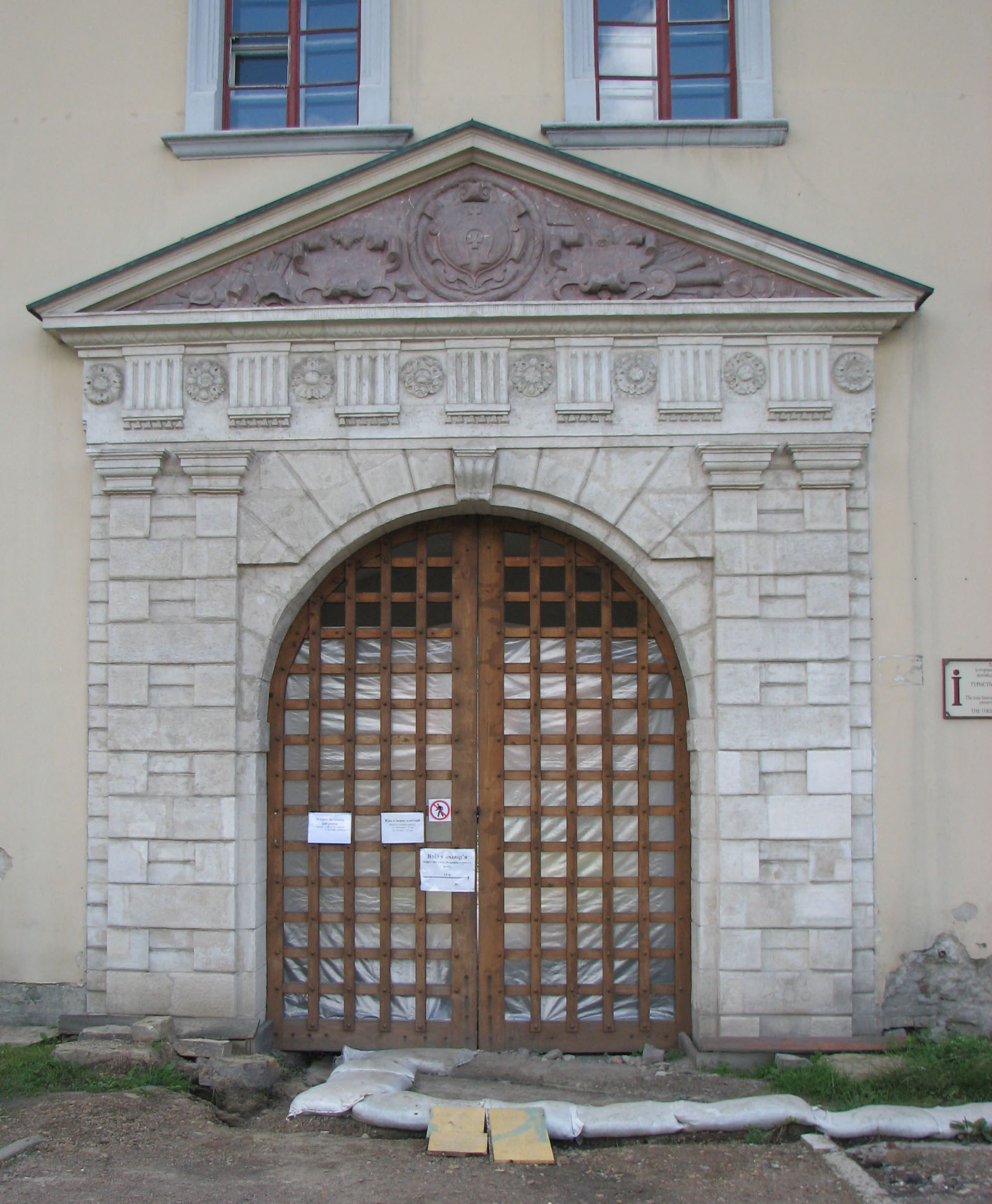
Головна брама, оздоблена різьбленим білокам'яним порталом у стилі маньєризму